# Eduard Kosmel
Eduard Kosmel (16. listopadu 1922 Vavrečka – 8. června 1985 Nitra) byl československý generál, politik Komunistické strany Československa (slovenské národnosti ale zvolený v českých zemích) a poúnorový poslanec Národního shromáždění ČSSR a Sněmovny lidu Federálního shromáždění.

## Biografie
Studoval státní reálné gymnázium v Rimavské Sobotě (po okupaci jižního Slovenska Maďarskem v roce 1938 přestoupil na gymnázium ve městě Tisovec). V říjnu 1942 narukoval do slovenské armády, absolvoval poddůstojnickou školu, od června 1943 studoval Školu pro důstojníky pěchoty v Bratislavě a od září 1943 Vojenskou akademii v Bratislavě. Během Slovenského národního povstání bojoval jako poručík a velitel čety. Po potlačení povstání přešel k partyzánské skupině operující v regionu Tisovec–Hnúšťa–Rimavská Sobota. V roce 1945 mu byl udělen Řád Slovenského národního povstání.
V březnu 1945 se v Popradu zapojil do československé armády a po konci války zahájil rychlý postup v armádní hierarchii. Za krviprelievanie spáchané v oblasti tábora Ligetfalu (267 ľudí a 90 mŕtvych) mali okrem iného aj nadporučík Eduard Kosmel, náčelník štábu práporu, a Bedřich Smetana, ktorý bol ešte stále veliteľom čaty páskovej čaty. času politický dôstojník 17. pluku a v tejto funkcii zástupca veliteľa pluku.
V dňoch 8. – 9. októbra 1947 na švédskych hradbách pri Přerove štátna bezpečnosť a vojenské jednotky Terezín exhumovali 267 tiel ležiacich v masovom hrobe. Pozostatky žien a detí boli oddelené. Telá mužov pochovali do neoznačeného masového hrobu na prerovskom verejnom cintoríne. Telesné pozostatky detí a žien boli spálené v krematóriu, aby sa odstránili znaky genocídy, teda mŕtvoly žien a detí, a potom bol tento popol uložený v dvoch rakvách do neoznačeného hrobu na olomouckom mestskom cintoríne.
V září 1945 získal hodnost nadporučíka a byl vyslán do kurzu pro osvětové důstojníky v Praze. Působil potom jako osvětový důstojník v Škole pro důstojníky pěchoty v záloze v Košicích. V dubnu 1946 přešel do Ústředního domu armády v Praze (oddělení kroužků a jazykových kurzů). V říjnu 1946 odešel do Rimavské Soboty jako velitel roty u III. praporu pěšího pluku 26. V období leden-květen 1947 procházel kurzem pro nižší důstojníky dělostřelectva při Dělostřeleckém učilišti v Olomouci. Pak byl dočasně zproštěn výkonu služby, dokud nebylo skončeno soudní řízení, v němž čelil obvinění ze zabití civilních osob německé a maďarské národnosti ve sběrném táboře v Petržalce v době krátce po skončení války. Soud ho zprostil obvinění a v září 1947 opět nastoupil coby velitel roty u I. praporu k pluku v Rimavské Sobotě. Později se stal velitelem náhradní roty v Breznu. Od prosince 1948 byl zástupcem důstojníka obranného zpravodajství u velitelství praporu v Kašperských Horách. 1. října 1949 povýšen na kapitána. Na předchozím postu setrval i po reorganizaci praporu na pluk v říjnu 1949 a po jeho redislokaci do Vimperku koncem roku 1950. Od března 1951 byl zástupcem velitele III. praporu u 26. pěšího pluku.
V říjnu 1951 nastoupil na Vojenskou akademii do Prahy. Zde byl v lednu 1953 povýšen na štábního kapitána a v červnu 1953 na majora. Po absolvování akademie se stal v září 1953 náčelníkem operačního oddělení 10. pěší divize v Košicích. V říjnu 1954 povýšen na podplukovníka a převzal velení 39. pěšího pluku v Bratislavě. Zde zůstal i po přejmenování a přečíslování na 9. střelecký pluk. V září 1957 přemístěn do Trnavy, kde stále působil ve funkci zástupce velitele 4. střelecké divize. Od léta 1958 byl náčelníkem štábu 3. motostřelecké divize v Kroměříži. V roce 1959 mu byl udělen Řád rudé hvězdy. Koncem září 1959 byl postaven do velení divize a počátkem října 1959 povýšen na plukovníka. V červenci 1960 zahájil přípravnou školu pro studium v zahraničí při Vojenské akademii Klementa Gottwalda v Praze a ještě téhož roku vyslán na Vojenskou akademii Generálního štábu ozbrojených sil SSSR K. J. Vorošilova v Moskvě.
Po návratu do vlasti v září 1962 nastoupil jako velitel 1. tankové divize ve Slaném. V roce 1964 získal Řád rudého praporu. 1. října 1964 ho prezident republiky jmenoval do hodnosti generálmajora. Brzy nato odešel do Písku. I tam působil ve funkci zástupce velitele 1. armády. Zde setrval i po reorganizaci velitelství armády v září 1965 na velitelství Západního vojenského okruhu. V roce 1966 získal na základě zákona č. 19/1966 Sb. o vysokých školách titul inženýra. Během další reorganizace velitelství se v lednu 1967 stal zástupcem velitele okruhu pro operační a bojovou přípravu. Od května 1968 působil v Praze jako zástupce náčelníka Generálního štábu ČSLA.
V této době rozvinul i svoji politickou kariéru. Ve volbách roku 1964 byl zvolen za KSČ do Národního shromáždění ČSSR za Středočeský kraj. V Národním shromáždění zasedal až do konce volebního období parlamentu v roce 1968. K roku 1968 se profesně uvádí jako důstojník z obvodu Rakovník.
Po federalizaci Československa usedl roku 1969 do Sněmovny lidu Federálního shromáždění (volební obvod Rakovník), kde setrval do konce volebního období parlamentu, tedy do voleb roku 1971.
V červenci 1969 byl vyslán do spojeného velení ozbrojených sil členských států Varšavské smlouvy do Moskvy a převzal zde funkci zástupce náčelníka štábu, která byla vytvořena pro představitele každého členského státu. Do ČSSR se vrátil v lednu 1972. Na počátku února 1972 byl přeložen na velitelství 4. armády na post zástupce velitele. Z Písku odešel v říjnu 1978 do Prahy, kde byl až do konce vojenské služby evidován jako náčelník Vojenské katedry Univerzity Karlovy. Do zálohy odešel koncem července 1983.

### Rodina
Eduard Kosmel se oženil s Ludmilou a měli společně tři děti a sedm vnoučat.

## Vyznamenání
- Řád Slovenského národního povstání, II. třídy, 1945
- Medaile za vítězství nad Německem ve Velké vlastenecké válce 1941–1945, 1947
- Vyznamenání Za zásluhy o obranu vlasti, 1955
- Řád rudé hvězdy , 1959
- Řád rudé zástavy, 1964
- Pamětní medaile k 20. výročí Slovenského národního povstání, 1964